# Serafín García
Serafín García Muñoz, né le 17 octobre 1936 à Villafranca (Navarre, Espagne), est un footballeur espagnol des années 1950 et 1960 qui jouait au poste d'attaquant.

## Carrière
Serafín García débute en première division espagnole lors de la saison 1956-1957 avec Osasuna à l'âge de 20 ans.
Entre 1958 et 1963, il joue en deuxième division, d'abord dans les rangs du Barakaldo CF (saison 1958-1959), puis avec le Deportivo La Corogne (saison 1959-1960) et Levante UD (1960-1963). Avec Levante, il monte en première division en 1963. Avec ce club, il joue deux saisons en D1 (1963-1965).
En 1965, Serafín García est recruté par le FC Barcelone. Il ne reste qu'une saison au Barça, avec qui il joue 3 matchs de championnat et remporte la Coupe des villes de foires.
En 1966, il rejoint le Real Murcie qui évolue en D2. En 1969, il retourne à l'Osasuna où il met un terme à sa carrière en 1970. Au total, il dispute 256 matchs dans les divisions professionnelles espagnoles, inscrivant 78 buts.

## Clubs
- 1956-1958 :  CA Osasuna
- 1958-1959 :  Barakaldo CF
- 1959-1960 :  Deportivo La Corogne
- 1960-1965 :  Levante UD
- 1965-1966 :  FC Barcelone
- 1966-1968 :  Real Murcie
- 1969-1970 :  CA Osasuna

## Palmarès
Avec le FC Barcelone :
- Vainqueur de la Coupe des villes de foires en 1966